# Agence Havas
L'agence Havas, fondata in Francia nel XIX secolo, è la più antica agenzia di stampa al mondo. Nel 1940 venne divisa in due rami, che diventarono uno l'agenzia pubblicitaria Havas e l'altro l'agence France-Presse.

## L'Agence des feuilles politiques
L'agence Havas venne fondata il 22 ottobre 1835 dall'ex-banchiere Charles-Louis Havas, con il nome di Agence des feuilles politiques, correspondance générale. L'attività iniziale di questa piccola impresa parigina consisteva nel tradurre e importare le notizie riportate dai giornali stranieri, e nel raccogliere quelle date dai giornali francesi. Nacque così il mestiere di agencier papier.
Sotto la Monarchia di luglio (1830-1848), Charles-Louis Havas sviluppò con zelo la propria attività in modo da rendersi indispensabile per l'insieme della stampa parigina. Nel 1838 il governo lo incaricò di redigere una "corrispondenza ministeriale" per tenere informati i funzionari dello stato, delinenado così per la prima volta lo stretto rapporto fra l'agenzia e lo stato. La rete di corrispondenti all'estero si allargò, vennero impiegati i mezzi più rapidi per trasmettere le informazioni: mentre le notizie provenienti dai giornali esteri arrivavano portate da piccioni viaggiatori e venivano tradotte al loro arrivo a Parigi, l'Agence des feuilles politiques era all'avanguardia nell'uso del telegrafo, a partire dal 1845.

## Dall'informazione alla pubblicità
Nel 1852 Charles-Louis Havas lasciò il posto ai suoi due figli, Charles-Guillaume Havas e Auguste Havas, il primo dei quali morirà nel 1873. Essi svilupparono nel 1855 una nuova attività, più redditizia dell'informazione: la pubblicità. In questa strategia la concessionaria di pubblicità Société générale des annonces venne incorporata nell'Havas nel 1865.
Per quanto riguarda l'attività informativa, per ridurre i costi, furono stipulati degli accordi di spartizione del mondo con due concorrenti ed ex-impiegati di loro padre: Julius Reuter che si era stabilito a Londra, e Bernhard Wolff che si trovava a Berlino.
Nel 1879 Auguste Havas si ritirò dagli affari e l'impresa perse il suo carattere familiare: fu acquistata dal barone Émile d'Erlanger e trasformata in società anonima quotata in borsa.
Fu un'epoca di rapido sviluppo della stampa, soprattutto in Francia, dove la legge sui telegrafi del 1878 permetteva alle agenzie di stampa di aprire degli uffici telegrafici in provincia, cosa che prima era riservata allo stato. Inoltre, con la legge del 29 luglio 1881 fu consacrata la libertà di stampa. I mezzi tecnici per trasmettere le informazioni progredivano anch'essi: la Havas investì nei telefoni, nelle telescriventi e nelle onde lunghe radio. Nel 1896 l'agence Havas si stabilì in place de la Bourse, a Parigi, dove adesso c'è l'Agence France-Presse.
Negli anni trenta una nuova tecnologia, le onde corte, migliorarono ulteriormente le comunicazioni, al punto che gli accordi di reciprocità fra agenzie furono rotti e ciascuna sviluppò la propria rete. Gli investimenti necessari erano rilevanti e il governo francese ritenne strategico contribuirvi, finanziando una quota stimata a più del 47%: questo intervento era giustificato dal fatto che la rete Havas faceva parte della presenza francese all'estero in un momento di tensione internazionale.
Quando la Francia fu invasa dalla Germania nel 1940, l'agenzia perse la sua indipendenza: il ramo pubblicitario rimase privato, mantenendo il nome Havas, mentre il ramo informativo entrò sotto il controllo del regime di Vichy con il nome di Office français d'information (OFI).

## Il Dopoguerra
In seguito all'ingresso a Parigi delle Forces françaises de l'intérieur, il 20 agosto 1944, i giornalisti membri della Resistenza s'impadronirono dell'OFI ed emanarono il primo comunicato di un'agenzia democratica che avrebbe preso il nome agence France-Presse (AFP) il 30 settembre successivo.
Da parte sua, l'agenzia pubblicitaria Havas fu nazionalizzata. Sviluppò le attività turistiche e ampliò quelle pubblicitarie alle diverse forme di comunicazione, prima di essere privatizzata nel 1987 e prendere il nome Havas S.A..
Oggi gli archivi dell'Agence Havas sono conservati presso gli Archives nationales.